# Orsay
Orsay es un municipio francés situado en el departamento de Essonne en la región de la Isla de Francia. Cuenta con una población de 16 411 habitantes (2007) y una superficie de 7,97 km². Es el chef-lieu del cantón de Orsay, que forma junto con Bures-sur-Yvette.
Limita con los municipios de Bures-sur-Yvette, Gif-sur-Yvette, Saclay, Palaiseau, Villebon-sur-Yvette y Les Ulis.
Se encuentra a 22 km al suroeste de París. 
En la ciudad de Orsay se encuentra la universidad de París XI, así como también la UFR, la IUT, la IFIPS y varias residencias universitarias.

## Demografía
| 852 | 947 | 948 | 910 | 1011 | 1034 | 1069 | 1215 | 1172 | 1152 | 1271 | 1426 | 1297 | 1320 | 1566 | 1672 | 1773 | 1852 | 1904 | 2184 | 2392 | 2538 | 3213 | 3749 | 4213 | 5186 | 6443 | 9344 | 12 087 | 13 544 | 14 071 | 14 863 | 16 236 | 16 411 |
| Para los censos de 1962 a 1999 la población legal corresponde a la población sin duplicidades (Fuente: INSEE [Consultar]) |     |     |     |      |      |      |      |      |      |      |      |      |      |      |      |      |      |      |      |      |      |      |      |      |      |      |      |        |        |        |        |        |        |

## Educación superior
La ciudad de Orsay, en el centro del "Valle de la Ciencia", acoge en su centro y en el parque de doscientas hectáreas la presidencia, los servicios generales de la Universidad Paris-Saclay, y concentra una comunidad estudiantil muy grande (13 000 estudiantes, 1700 profesores, 2100 doctorantes, 1800 personal administrativo y técnicos) a través de cinco unidades de formación e investigación (UFR), tres institutos universitarios de tecnología (IUT), el Instituto de formación de ingenieros de la Universidad Paris-Saclay, los sesenta laboratorios y los 500 000 metros cuadrados de locales y residencias universitarias del centro regional de obras universitarias y escolares (CROUS).

## Ciudades hermanadas
- Kempen (Alemania)
- Cambridgeshire (Inglaterra)